# シュテファン・ツント
シュテファン・ツント（Stephan Zünd、1969年7月3日 - ）は、スイス、チューリッヒ出身の元スキージャンプ選手。

## プロフィール
ツントはいち早くV字スタイルを習得して1990年代前半に活躍した。
1990年2月7日のサンモリッツでスキージャンプ・ワールドカップにデビューし、10位。2月18日のヴァル・ディ・フィエンメでは3位となった。このシーズンのワールドカップ総合は21位。
1990-1991シーズンはベストシーズンとなり1991年ノルディックスキー世界選手権ではラージヒル5位、ノーマルヒル6位、団体戦6位となった。続く2月23日のフライング（バート・ミッテルンドルフ）でワールドカップ初勝利をあげると3月にも2勝してワールドカップ総合2位となった。
翌1991-1992シーズンもワールドカップでは勝利こそ無かったが2位2回、3位に3回入り総合5位と活躍、アルベールビルオリンピックではノーマルヒル20位、ラージヒル23位に終わった。
1992年12月13日にワールドカップ4勝目をあげたが以後成績は低迷した。1994年スキーフライング世界選手権では6位に入賞したものの他に一桁順位に入ることなく1996年現役引退した。
ツントは現役時代、競技に有利となるよう減量していた。引退後彼は身長と体重の関係について批判を行い、2004年にスキー板の長さを決める際にボディマス指数（BMI)を導入する一因となった。
一方ツントは法律を学んで弁護士となり、2005年からリヒテンシュタインの銀行に勤めている。